# Terceira
Terceira is een eiland dat deel uitmaakt van de Azoren, een eilandengroep in de noordelijke Atlantische Oceaan, onder bestuur van Portugal. Het eiland werd in de 15e eeuw als derde eiland van de Azoren (her)ontdekt, vandaar de naam (letterlijk: de derde). Het maakt deel uit van de centrale groep eilanden en is, na São Miguel, het belangrijkste eiland van de hele archipel.

## Geografie

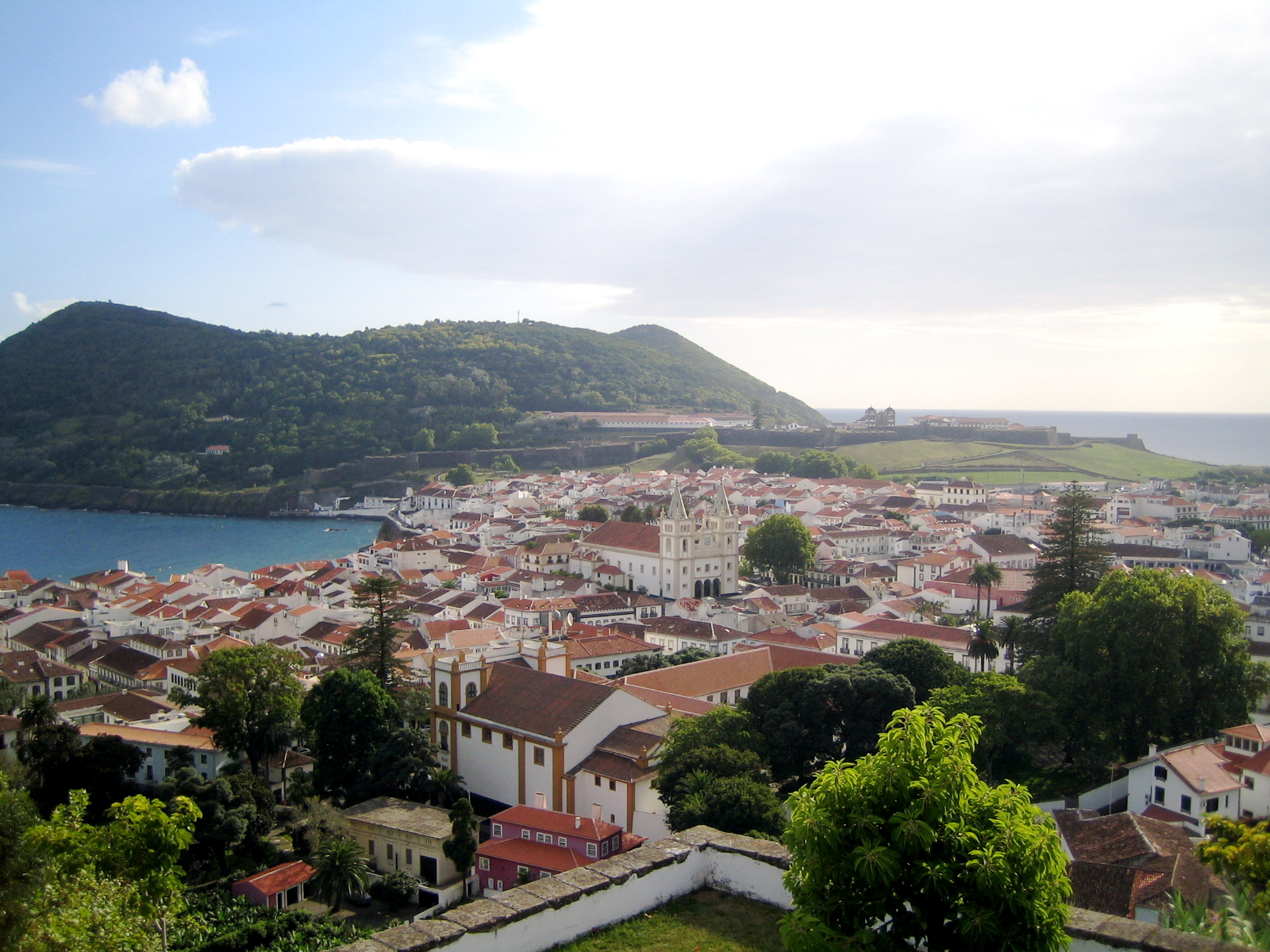
De hoofdstad Angra do Heroismo.

Terceira is een glooiend, groen eiland, vooral gekenmerkt door een dambordpatroon aan weilanden, afgebakend door muurtjes van donkere lavasteen. Het binnenland is met name in het westen ruig, sterk bergachtig en grotendeels onbewoond. Het grootste deel van de bevolking woont aan de kust, vooral in de steden Angra do Heroismo, Praia da Vitória, Porto Judeu, São Bartolomeo en Lajes. Het eiland herbergt een grote variëteit aan biomen, met restanten van subtropisch regenwoud aan de kusten, gemengd en mediterraan woud in de binnenlanden en taiga op de vulkaantoppen. Opvallend overvloedig aanwezig langs weilanden en wegen zijn hortensia's, vingerhoedskruid en Afrikaanse lelie.

Het lappendeken van weilanden, gezien vanaf de Serra do Cume.

Geologisch gezien ligt Terceira op de grens tussen de Euraziatische en de Afrikaanse plaat. Op de grenszone tussen beiden, gekend als de Terceira Rift, kan magma uit de diepere aardlagen naar het oppervlak stijgen en vormen zich vulkanen. Zo'n 3,5 miljoen jaar geleden begon op die manier de vorming van het eiland, eerst als onderzeese vulkanen, later boven zee uitstekend. Sinds 1761, toen lava uitvloeide op de oostflank van de Serra de Santa Bárbara, is er op Terceira echter geen vulkanische activiteit meer geregistreerd. Wel vonden tussen 1998 en 2000 nog enkele onderzeese erupties plaats voor de westkust, nabij het dorp Serrata.

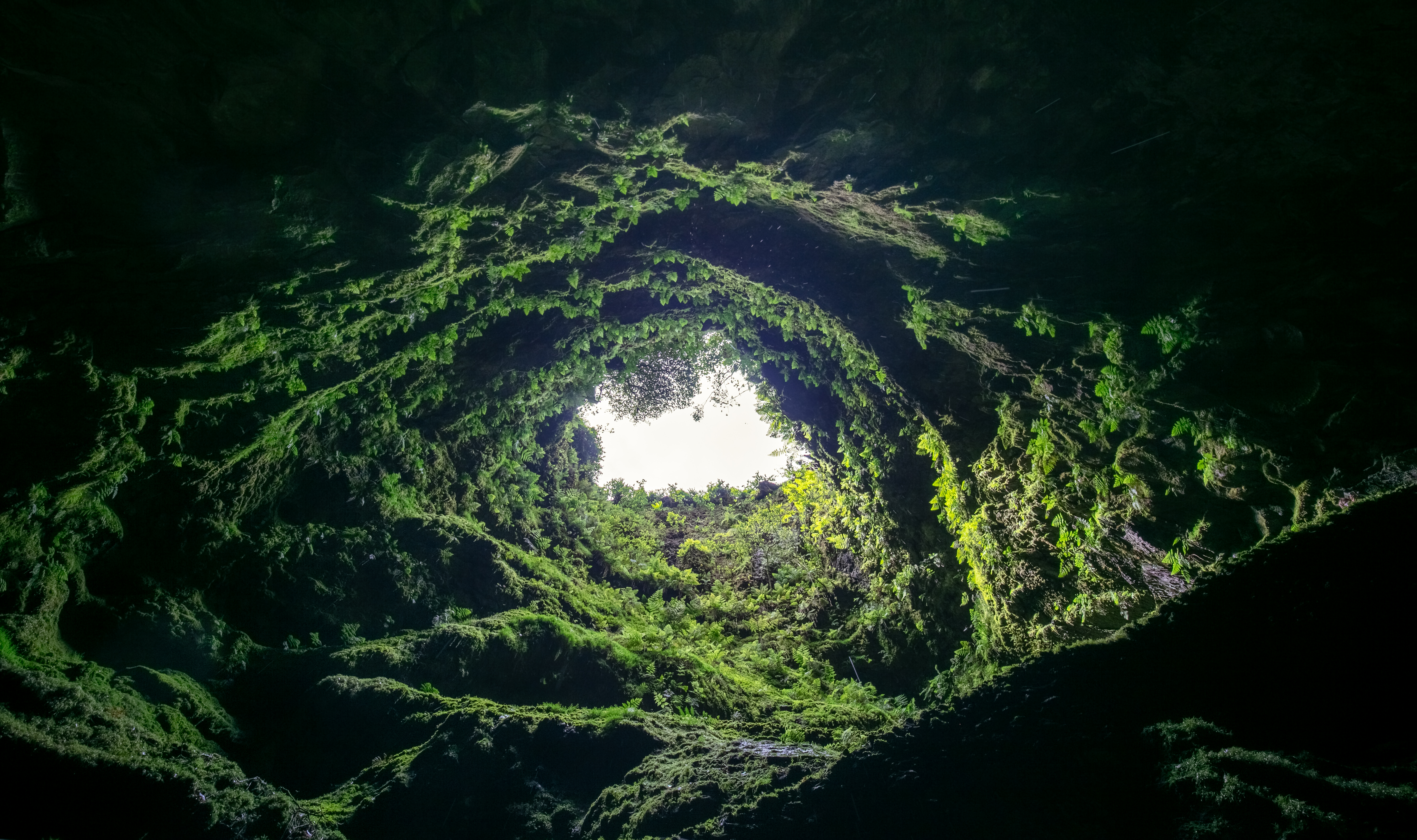
Algar do Carvão, een inactieve, holle vulkaanpijp centraal op het eiland.

Het eiland bestaat in feite uit verschillende met elkaar verbonden vulkanische massieven. Het meest westelijke vulkanische massief, de Serra de Santa Bárbara, vormt met z'n 1023 m het hoogste punt van het eiland. Centraal ligt de vulkaantop Pico Alto en de krater Caldeira de Cuilherme Moniz, deze worden vergezeld door de fumarolen van Furnas do Enxofre en de holle vulkaanpijp van Algar do Carvão. Het oudste en meest oostelijke massief, afgebakend door de Serra do Cume en de Serra de Ribeirinha, ligt in het oosten van het eiland en vormt de grootste vulkaankrater op het eiland met een omtrek van meer dan 20 km. Deze krater is door recentere uitbarstingen echter nauwelijks nog als dusdanig herkenbaar.
| Maand                                                   | jan   | feb   | mrt  | apr  | mei  | jun  | jul  | aug  | sep  | okt   | nov   | dec   | Jaar    |
| ------------------------------------------------------- | ----- | ----- | ---- | ---- | ---- | ---- | ---- | ---- | ---- | ----- | ----- | ----- | ------- |
| Gemiddeld maximum (°C)                                  | 15,8  | 15,4  | 16   | 16,8 | 18,5 | 20,7 | 23,3 | 24,5 | 23,4 | 20,8  | 18,3  | 16,7  | 19,2    |
| Gemiddelde temperatuur (°C)                             | 13,6  | 13,2  | 13,7 | 14,4 | 15,9 | 18   | 20,4 | 21,5 | 20,7 | 18,4  | 16    | 14,6  | 16,7    |
| Gemiddeld minimum (°C)                                  | 11,4  | 10,9  | 11,4 | 12   | 13,4 | 15,4 | 17,2 | 18,5 | 18,5 | 15,9  | 13,8  | 12,5  | 14,3    |
|                                                         |       |       |      |      |      |      |      |      |      |       |       |       |         |
| Neerslag (mm)                                           | 133,3 | 127,1 | 104  | 92,1 | 52,5 | 49,8 | 34,2 | 52,9 | 90,7 | 121,3 | 131,9 | 135,8 | 1.125,6 |
| Zonuren (uur/dag)                                       | 2,5   | 3,3   | 4,1  | 5,4  | 6,8  | 6,7  | 5,0  | 5,4  | 4,4  | 3,5   | 2,9   | 2,6   | 4,4     |
| Bron: http://www.climaat.angra.uac.pt/PDFs/Terceira.pdf |       |       |      |      |      |      |      |      |      |       |       |       |         |

## Geschiedenis
Wanneer Terceira, en meer algemeen de Azoren, ontdekt werd en door wie, blijft tot nog toe deels een open vraag. De aanwezigheid van meer dan 2000 jaar oude hypogea, beschreven door de Portugese archeoloog N. Ribeiro, wordt door veel buitenlandse archeologen niet erkend. Wel lijkt er consensus te bestaan over de aanwezigheid van mensen vanaf ongeveer de 8e eeuw. Dit wordt onder meer bevestigd door bodemstalen uit Lagoa Peixinho op Pico, waarin tussen het jaar 700 en 850 een verminderde hoeveelheid pollen werd vastgesteld, gecombineerd met een toename aan houtskoolpartikels. Dit zou wijzen het ontbossen (afbranden) van bepaalde percelen. Ook werden biomarkers van vee aangetroffen in de meersedimenten. Wanneer deze eerste kolonisten weer vertrokken en wie ze waren, blijft echter een vraagteken. Vaak worden de Vikingen gesuggereerd, maar dit blijft voorlopig speculatie. Zeker is dat de eilanden opnieuw onbewoond waren toen de Portugezen er in de 15e eeuw voet aan wal zetten.
Het eiland werd voor het eerst daadwerkelijk vermeld in 1351 in de Medici-atlas. Het eiland ligt op deze zeekaart in de centrale groep, samen met Faial, Pico en São Jorge. In de nabijgelegen oostelijke groep liggen São Miguel en Santa Maria, in de westelijke groep Flores en Corvo. Dit komt overeen met de hedendaagse indeling van de Azoren. In de Medici-atlas lijkt enkel Graciosa te ontbreken. Terceira werd op deze 14e-eeuwse kaarten beschreven als Insula de Brazil, vertaalbaar als 'vuureiland'. De oorspronkelijke bron van deze kaartgegevens blijft enigszins onduidelijk, maar vermoedelijk beschreef een monnik uit Sevilla de eilanden voor het eerst in 1345, op terugweg van een Portugese expeditie naar de Canarische Eilanden.

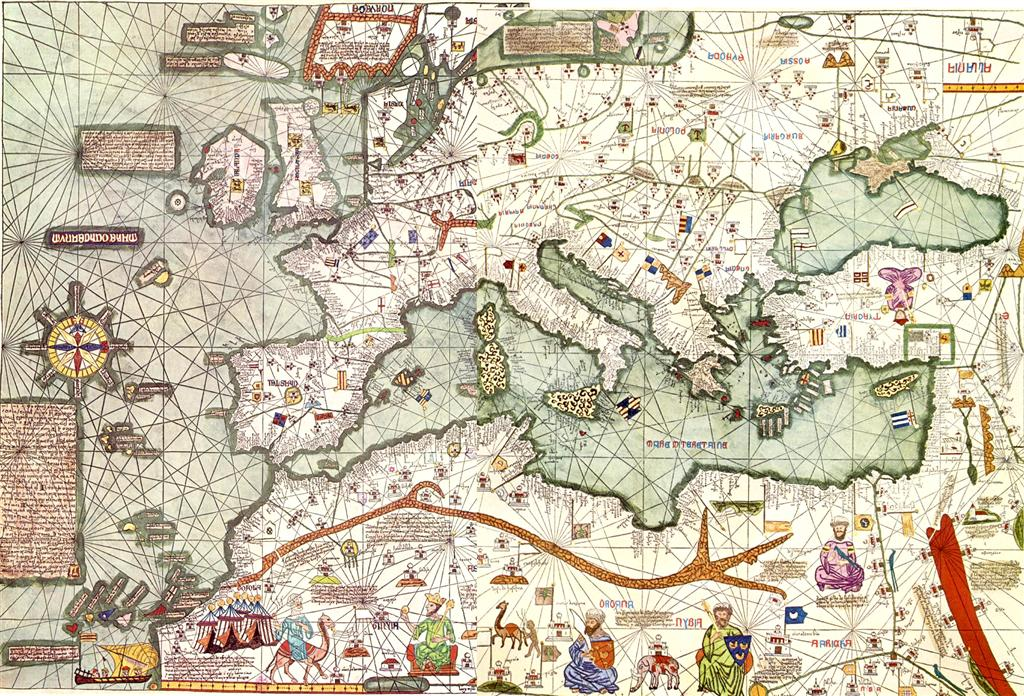
De Azoren in een Catalaanse atlas uit 1375.

Na de initiële ontdekking lijken de eilanden opnieuw in de vergetelheid te zijn geraakt, totdat de Portugese zeevaarder Diogo de Silves in 1427 de oostelijke eilanden van de archipel herontdekt. Dit wekte een hernieuwde interesse in de eilanden, met vanaf 1444 ook de eerste kolonisten aan land op São Miguel en Santa Maria. Terceira werd vermoedelijk samen met de rest van de centrale eilandengroep herontdekt in 1445 en kreeg de naam Ilha de Jesus Cristo. Flores en Corvo volgden als laatsten in 1452.
Vanaf 1456 vestigden zich ook de eerste kolonisten op Terceira, onder leiding van de Vlaming Jacob van Brugge. Die had in 1450 toestemming gekregen van Hendrik De Zeevaarder om eilanden te bevolken. Waarschijnlijk werd de eerste nederzetting opgetrokken nabij Quatro Ribieras, in het noorden van het eiland. De kolonisten verbouwden graan, suikerriet en verfplanten, grotendeels bestemd voor lucratieve export naar Portugal en Vlaanderen. Een paar jaar later verplaatste Jacob van Brugge zijn residentie naar Praia in het zuidoosten, van waaruit hij het eiland leidde tot zijn verdwijning in 1470. Omwille van zijn ligging was ook Angra (letterlijk: baai) inmiddels uitgegroeid tot een volwaardig dorp, en zou in 1534 als eerste plaats in de Azoren het stadsrecht en een bisschopszetel krijgen. 
Na de ontdekking van Amerika in 1492 profiteerden de hele Azoren maar met name Terceira van z'n ligging. Als Portugees steunpunt in de Atlantische Oceaan ging het Terceira voor de wind, goudstaven en handelswaar werden verruild voor proviand en scheepsherstellingen. Dit bleef echter niet onopgemerkt, piraten en vijandige legers kwamen het eiland dan ook verscheidene malen plunderen.
Toen in 1580 de Portugese Successieoorlog uitbrak, kozen de Azoren de kant van Anton I van Portugal in zijn strijd tegen Filips II van Spanje. Anton I moest zijn claim op het vasteland van Portugal echter al snel opgeven, toen zijn troepen in de Slag bij Alcântara door de Spaanse legers onder leiding van de hertog van Alva verslagen werden. Daarop vluchtte Anton I naar de Azoren, waar hij diplomatieke steun zocht bij zowel de Fransen als de Engelsen. Met een klein legertje huurlingen won Anton I op 25 juli 1581 op Terceira de Slag bij Salga. Naar verluidt zouden de strijders met behulp van vechtstieren erin geslaagd zijn de Spaanse troepen de zee in te jagen. Dit bleek echter een pyrrusoverwinning. Een jaar later, op 26 juli 1582, werd op zee de Slag bij Terceira uitgevochten, die de Spanjaarden glansrijk zouden winnen. Nog een jaar later, op 24 juli 1583, bij de landing bij Baía das Mós, maakten de Spaanse troepen definitief een einde aan Terceira's verzet tegen de heerschappij van Filips II van Spanje.

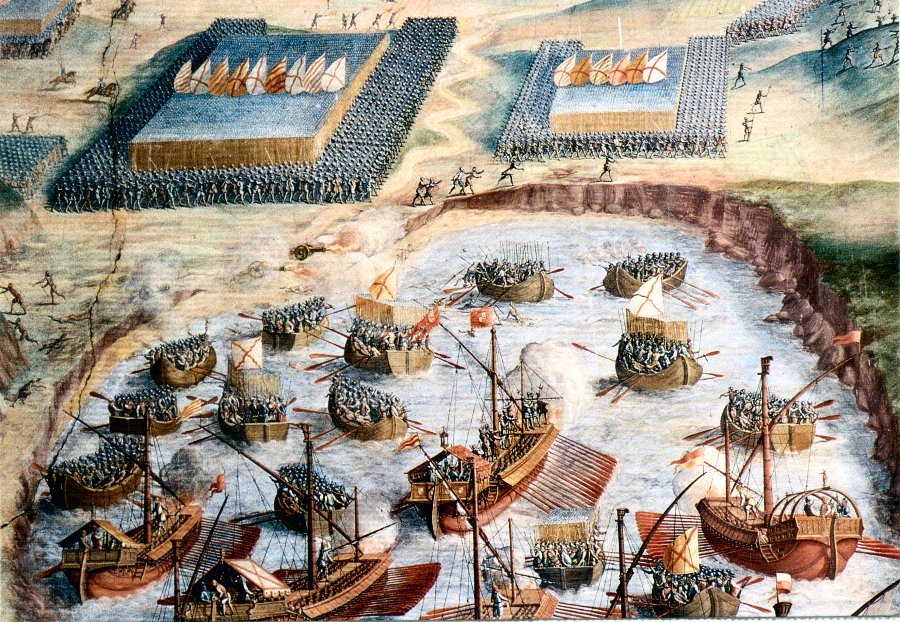
De landing op Terceira in 1583.

Aan de Spaanse overheersing zou echter een einde komen. Nadat op 1 december 1640 opstandelingen de Spaanse gouverneur uit Lissabon hadden verjaagd en Johan IV als koning hadden aangesteld, duurde het niet lang voor de aversie tegen de Spanjaarden ook op Terceira weer tot een kookpunt kwam. Het Spaanse fort op Monte Brasil in Angra werd belegerd en moest zich uiteindelijk gewonnen geven op 4 maart 1642. De Azoren waren terug in Portugese handen. In 1666 werd Alfons VI van Portugal, geesteszieke zoon en troonopvolger van Johan IV, door zijn broer Peter II voor zeven jaar verbannen naar Terceira.
Tussen het eind van de 17e en het begin van de 19e eeuw vertrokken veel arme boeren uit Terceira richting Brazilië. Dit werd gefaciliteerd door de Portugese kroon, die er alle belang bij had om Brazilië te bevolken vooraleer buitenlandse mogendheden hun oog lieten vallen op de kolonie. Op de Azoren was tegen het midden van de 18e eeuw de sinaasappelteelt uitgegroeid tot een van de belangrijkste economische sectoren. Naast sinaasappels werd ook wijn geëxporteerd, vooral naar Groot-Brittannië. Dit werd nog versterkt toen de Markies van Pombal de leenheren van de afzonderlijke eilanden afzette en verving door een kapitein-generaal met hoofdzetel in Angra. 
Midden de 19e eeuw kreeg de hoofdstad van Terceira zijn hedendaagse naam: Angra do Heroismo. Dit is een verwijzing naar de heldhaftigheid waarmee Terceira meevocht met Peter IV tegen diens broer Michael I in de Portugese burgeroorlog van 1831-1834. Doorheen de rest van de 19e eeuw liep Terceira langzaam verder leeg. De sinaasappel- en graanoogsten mislukten, de druiventeelt ging ten onder aan de druifluis en de bevolking viel noodgedwongen terug op veeteelt en walvisvangst. De vertrekkers vestigden zich steeds vaker in de VS en Canada in plaats van Brazilië. Dit is een trend die zich zal doorzetten tot de jaren '70 van de 20e eeuw.

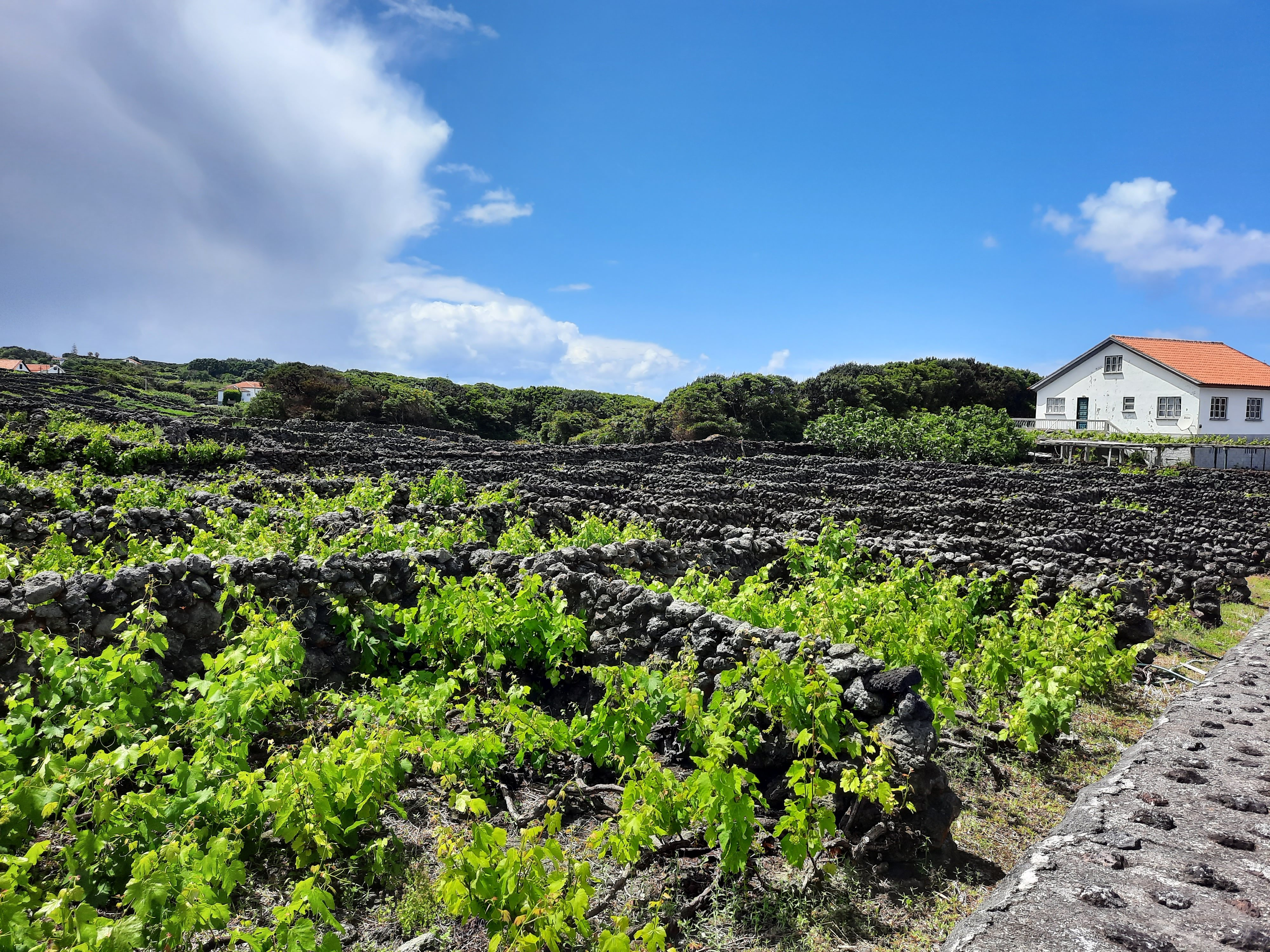
Ook vandaag wordt nog lokaal wijn geproduceerd op Terceira, zoals in Biscoitos.

Terwijl de Eerste Wereldoorlog relatief geruisloos voorbijging aan de Azoren, had de Tweede Wereldoorlog een veel grotere impact. Zo werden op Terceira loopgraven met zicht op zee uitgegraven omdat men bevreesd was voor een Duitse invasie. Ook werd het regionale vliegveld van Lajes uitgebouwd door het Britse en voornamelijk Amerikaanse leger. Lajes blijft tot de dag van vandaag een Amerikaanse legerbasis, al is de luchthaven ook open voor burgerluchtvaart.

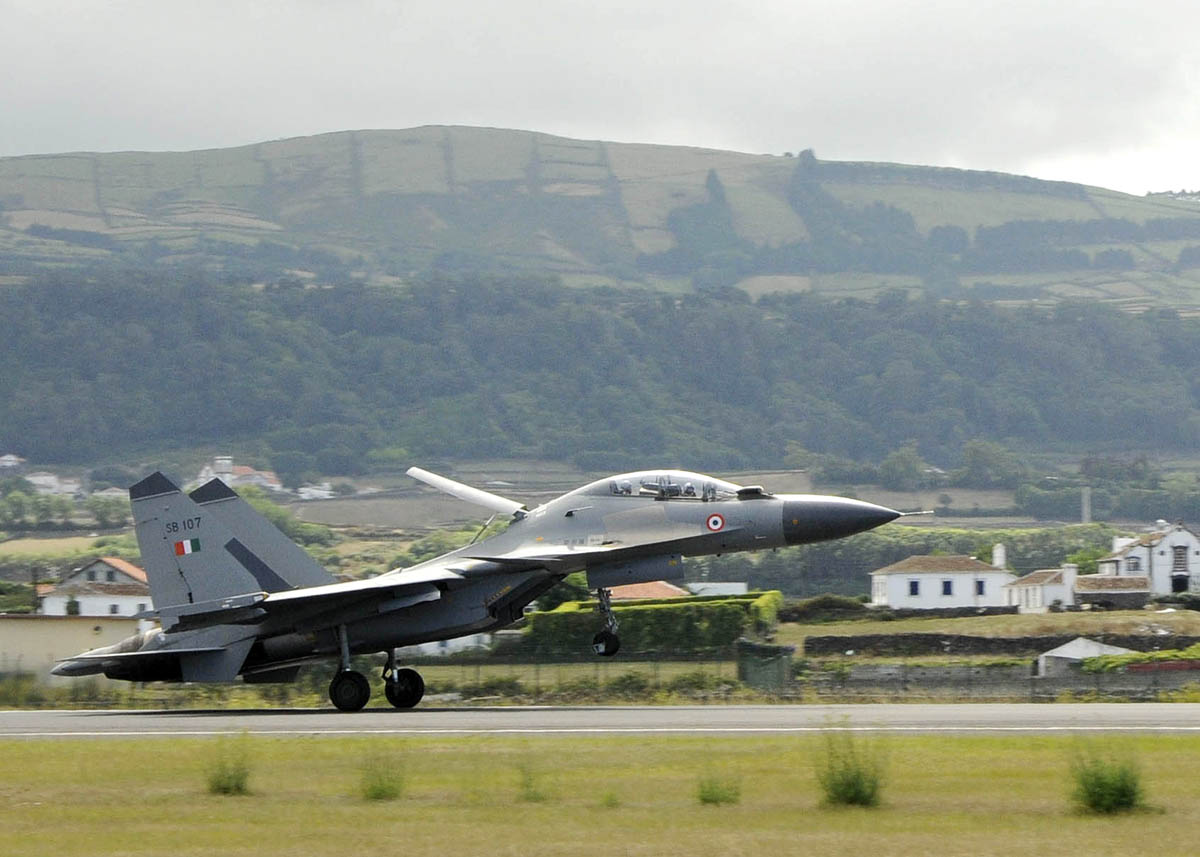
Een Indiase straaljager landt op de Amerikaanse basis te Lajes.

Op 2 april 1976 werd de hoofdstad verplaatst van Angra do Heroismo naar Ponta Delgada op São Miguel, door de goedkeuring van de nieuwe Portugese grondwet, waarmee de Azoren een autonome regio binnen Portugal werden. Angra do Heroismo werd op Nieuwjaarsdag 1980 getroffen door een zware aardbeving van 7,2 op de schaal van Richter. Er vielen 73 doden en vele honderden gewonden, duizenden mensen werden dakloos. Met behulp van het Amerikaanse leger werd de stad heropgebouwd.
Sindsdien is Terceira samen met de rest van de Azoren langzaam uit het dal gekropen. Door de investeringen van de Europese Unie werden de nutsvoorzieningen, wegen en gebouwen op Europees niveau gebracht en sinds de jaren 2000 neemt het toerisme gestaag toe.

## Cultuur
De hoofdstad Angra do Heroísmo staat op de werelderfgoedlijst van UNESCO. 

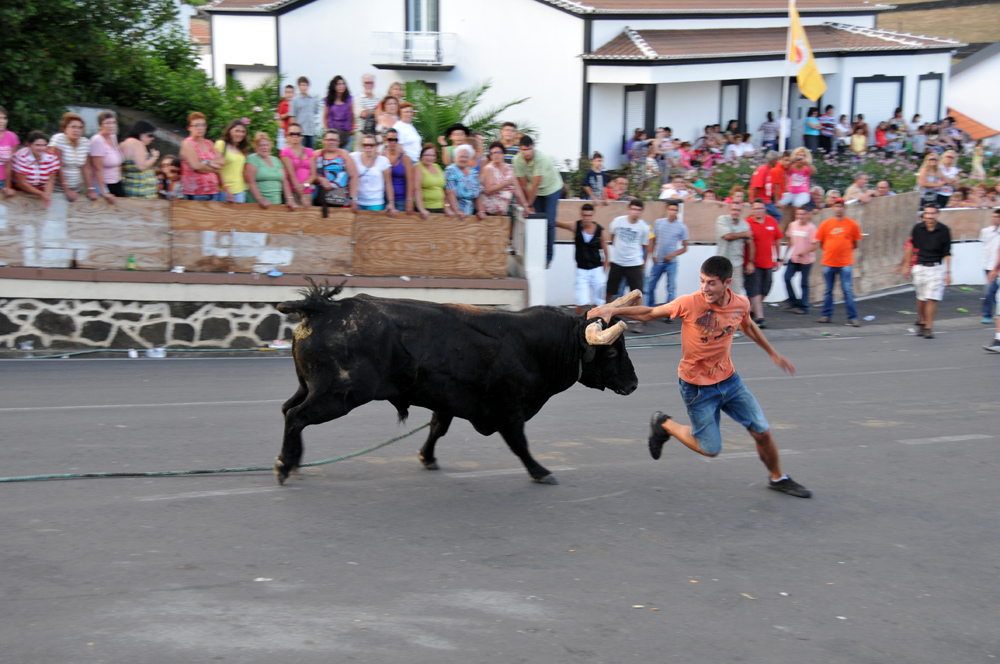
Touradas a corda.

Een van de oudste tradities op de Azoren en in het bijzonder op Terceira is het stierenvechten. Van april tot september vindt het evenement Touradas à corda (letterlijk stierenvechten aan een touw) plaats. Dit evenement lijkt op het stierenrennen in Pamplona, maar kent een aantal verschillen. De stieren worden aan een touw gehouden en rennen op een gemarkeerde route. Daarnaast worden de stieren niet opzettelijk verwond of gedood. Na afloop van een tourada worden een dier weer naar de wei gebracht waar zij minimaal een week lang rust krijgen. In een seizoen worden soms meerdere stierengevechten gehouden.
Corvo · Flores · Faial · Pico · São Jorge · Graciosa · Terceira · São Miguel · Santa Maria